# Saint-Jean-la-Fouillouse
Saint-Jean-la-Fouillouse – miejscowość i gmina we Francji, w regionie Oksytania, w departamencie Lozère.
Według danych na rok 1990 gminę zamieszkiwało 175 osób, a gęstość zaludnienia wynosiła 6 osób/km² (wśród 1545 gmin Langwedocji-Roussillon Saint-Jean-la-Fouillouse plasuje się na 733. miejscu pod względem liczby ludności, natomiast pod względem powierzchni na miejscu 205.).